# 이훈 (영화 감독)
이훈(1962년~1996년 9월 29일)은 대한민국의 영화 감독으로 1996년 서대문구 창천동 52-111 롤링스톤즈 록카페에서 사망했다.

## 작품
- 마스카라 (1995년 영화)

1. ↑  https://news.naver.com/main/read.naver?mode=LSD&mid=sec&sid1=102&oid=001&aid=0004053252